# Scream Queens – Gyilkos történet
A Scream Queens – Gyilkos történet (eredeti cím: Scream Queens) egy amerikai horrorvígjáték-sorozat, melynek alkotója Ryan Murphy és gyártója a FOX csatorna. Amerikában 2015. szeptember 22-én vetítették először, míg a magyar premier 2016. szeptember 6-án volt a PRIME csatornán.

## Cselekmény

### Első évad
A történet a Wallace Universityhez tartozó Kappa Kappa Tau elit lányszövetség görögbetűs házának falai között,  1995-ben megesett rejtélyes ügyével veszi kezdetét, melyet sosem oldottak meg. A jelenben, a szövetség új elnöke Chanel Oberlin (Emma Roberts). Ő és a további kappatagokból álló "hadserege" (Ariana Grande, Billie Lourd, Abigail Breslin) töltik meg a házat ragyogással, szépséggel és kegyetlenséggel. Chanelt, egy könnyelmű, öntelt és gonosz lány lévén, nem érdekli társainak tulajdon neve, így saját maga után nevezi el őket, mint Chanel #2, Chanel #3 és Chanel #5. A lányok helytelenül viselkednek. Az élet habzsolása számukra az alkoholizálásban, a drogfogyasztásban, a szexuális kiteljesedésben és mások önbecsületének eltiprásában merül ki. Belefáradva ebbe, a dékán, Cathy Munsch (Jamie Lee Curtis) meghoz egy rendeletet, mely szerint – az egyébként rasszista – tagok kötelesek elfogadni minden odakívánkozó lány jelentkezését. 
Így a ház megnyitja kapuit olyan jelöltek előtt, mint – többek között – Grace (Skyler Samuels), Zayday (Keke Palmer) vagy Hester (Lea Michele).
Ez a szabály pedig kockára teszi a ház és annak eredeti tagjainak tündöklő hírnevét, mely kihat Chanelnek és az egyetem legnépszerűbb pasijának, Chad Radwellnek (Glen Powell) kapcsolatára.
Éktelen haragra gerjedve, a Chanelek annak érdekében, hogy elűzzék a nemkívánatos újoncokat, földi pokollá teszik a szövetség mindennapjait, mely egy üres, ám durva játéknak indul, végül mégis egy sorozatgyilkos ámokfutásába csap át, melynek áldozatai halálának kivitelezője vörös ördögjelmezben tombol.
Az életért való versenyfutás egy olyan pályán folyik, melyen bárkit megtámadhatnak, bárki életét vesztheti és bárki lehet maga a tettes. 
Fontos tudni, hogy az ezredforduló előtt megtörtént esetnek köze van a napjainkban folyó mészárláshoz.

### Második évad
A Chaneleket mindenki utálja. Chanel ezt nem bírja elviselni, ezért a minyonjaival (#3 és #5) eldöntik, hogy ha jó dolgokat tesznek, szeretni fogják őket. Eközben megjelenik Dean Munch, aki ajánlatot tesz nekik: dolgozhatnak a kórházában. A Chanelek elfogadják az ajánlatot, csakhogy Green Meanie sorozatgyilkos újabban rájuk feni a pengéjét...

## Szereplők
| Szereplő                              | Színész           | Magyar hang        | Epizódok | Leírás                                                       | Leírás |
| Szereplő                              | Színész           | Magyar hang        | Epizódok | Első évad                                                    | Második évad |
| ------------------------------------- | ----------------- | ------------------ | -------- | ------------------------------------------------------------ | --- |
| Chanel Oberlin                        | Emma Roberts      | Bogdányi Titanilla | 23       | A Kappa Kappa Tau elnöke.                                    | Elkényeztetett orvostanhallgató, ki a népszerűséget hajszolja.                                                             |
| Hester Ulrich                         | Lea Michele       | Molnár Ilona       | 23       | A lányszövetség nyakmerevítős jelöltje.                      | Az általa kitervelt és részben elkövetett sorozatgyilkosság miatti rabságát töltő elmebeteg.                               |
| Cathy Munsch dékán / Dr. Cathy Munsch | Jamie Lee Curtis  | Kovács Nóra        | 23       | A Wallace Egyetem kancellárja.                               | Korábbi egyetemi dékán, aki mára egy kórházat vezet, hol gyógyíthatatlan betegségeket kúrálnak.                            |
| Chanel #3                             | Billie Lourd      | Dögei Éva          | 23       | Chanel kevéssé hű követőcsoportjának két életben lévő tagja. | A világ dolgai iránt közömbös orvostanhallgató, akire rátalál a szerelem, Dr. Cassidy Cascade személyében.                 |
| Chanel #5                             | Abigail Breslin   | Sipos Eszter       | 23       | Chanel kevéssé hű követőcsoportjának két életben lévő tagja. | Magát barátai által kirekesztettnek érző orvostanhallgató, akiről kiderül, hogy sokkal többre képes, mint mások gondolnák. |
| Zayday Willaims                       | Keke Palmer       | Lamboni Anna       | 22       | Elnöknek készülő feminista szövetségjelölt.                  | Lelkes orvostanhallgató, aki már egy ideje eme pályára vágyik.                                                             |
| Chad Radwell                          | Glen Powell       | Zámbori Soma       | 15       | Chanel barátja, a fiúszövetség elnöke.                       | Chanel jövendőbeli férje, akire egy végzetes menyegző vár.                                                                 |
| Denise Hemphill tiszt                 | Niecy Nash        | Kocsis Mariann     | 15       | A szövetség mellé kirendelt biztonsági őr.                   | Előléptetett rendfenntartó, aki már egy új gyilkosságban nyomoz.                                                           |
| Wes Gardner                           | Oliver Hudson     | Stern Dániel       | 14       | Grace féltő édesapja.                                        | Grace édesapja, aki hajproblémákkal tér vissza látogatóba.                                                                 |
| Grace Gardner                         | Skyler Samuels    | Czető Zsanett      | 13       | Néhai édesanyja nyomdokaiba lépő jelölt.                     | |
| Gigi Caldwell                         | Nasim Pedrad      | Nyírő Eszter       | 11       | A szövetség mellé kirendelt ügyvédnő.                        | |
| Pete Martínez                         | Diego Boneta      | Fehér Tibor        | 10       | Grace reménybeli partnere.                                   | |
| Dr. Cassidy Cascade                   | Taylor Lautner    | Czető Roland       | 10       |                                                              | Fiatal orvos, aki azt gondolja magáról, hogy halott.                                                                       |
| Dr. Brock Holt                        | John Stamos       | Kisfalusi Lehel    | 10       |                                                              | Főorvos, aki elveszítette egyik kezét, és az új marka igyekszik átvenni az irányítást elméje felett.                       |
| Jennifer                              | Breezy Eslin      | Köves Dóra         | 8        | Gyertya-fanatikus szövetségjelölt.                           | |
| Chamberlain Jackson                   | James Earl        | Bognár Tamás       | 7        |                                                              | Cukorkaárus Cathy Munsch kórházában.                                                                                       |
| Sam                                   | Jeanna Han        | Csifó Dorina       | 7        | Leszbikus, rámenős szövetségjelölt.                          | |
| Chisolm detektív                      | Jim Klock         | Juhász Zoltán      | 7        | A gyilkosságok ügyén dolgozó nyomozó.                        | |
| Coulfield M. Herman                   | Evan Paley        | Hám Bertalan       | 6        | Chad és Earl szövetségtársa.                                 | |
| Roger                                 | Aaron Rhodes      | Czető Ádám         | 6        | Chanel #5 egyik reménybeli partnere.                         | |
| Boone Clemens                         | Nick Jonas        | Markovics Tamás    | 5        | Chad homoszexuális legjobb barátja.                          | |
| Chanel #2                             | Ariana Grande     | Berkes Boglárka    | 4        | Chanel néhai harmadik csatlósa.                              | |
| Dodger                                | Austin Rhodes     | Előd Álmos         | 4        | Roger ikertestvére és vetélytársa #5-ért.                    | |
| Bethany Stevens                       | Anna Grace Barlow | Hermann Lilla      | 4        | Grace néhai anyja, korábbi kappa-elnök.                      | |
| Ms. Agatha Bean                       | Jan Hoah          | Halász Aranka      | 3        | A kappa-ház sokat látott takarítónője.                       | |
| Amy Meyer                             | Chelsea Ricketts  | Pekár Adrienn      | 3        | Gigi húga, Bethany kappa-társa.                              | |
| Sophia Doyle                          | McKaley Miller    | Tamási Nikolett    | 3        | A hírhedt kádas szülés főszereplője.                         | |
| Shondell Washington                   | Deneen Tyler      | Lázár Erika        | 3        | Denise néhai társa.                                          | |
| Tifanny DeSalle                       | Whitney Meyer     | Laudon Andrea      | 2        | Taylor Swift rajongó, süket kappa-jelölt.                    | |
| Tyler                                 | Colton Haynes     | Varga Rókus        | 2        |                                                              | Fiatal fiú, kinek egész testét kiütések fedik.                                                                             |
| Dr. Scarlett Lovin                    | Brooke Shields    | Urbán Andrea       | 1        |                                                              | Televíziós személyiség, aki orvosi végzettséggel rendelkezik.                                                              |

## Epizódok
| Évad | Évad | Epizódok | Eredeti sugárzás     | Eredeti sugárzás   | Magyar sugárzás      | Magyar sugárzás    |
| Évad | Évad | Epizódok | Évadbemutató         | Évadzáró           | Évadbemutató         | Évadzáró           |
| ---- | ---- | -------- | -------------------- | ------------------ | -------------------- | ------------------ |
|      | 1    | 13       | 2015. szeptember 22. | 2015. december 8.  | 2016. szeptember 6.  | 2016. november 29. |
|      | 2    | 10       | 2016. szeptember 20. | 2016. december 20. | 2018. szeptember 11. | 2018. november 13. |